# سیارک ۱۹۱۴۰
سیارک ۱۹۱۴۰ (به انگلیسی: 19140 Jansmit، نامگذاری:1989RJ2) نوزده هزار و صد و چهلمین سیارک کشف شده‌است که در ۲ سپتامبر ۱۹۸۹ کشف شد.
قدر مطلق سیارک برابر ۲۰.۴ است.